# Зелена сърцевидка
Зелените сърцевидки (Cerastoderma glaucum) са вид миди от семейство Сърцевидки (Cardiidae).
Таксонът е описан за пръв път от френския зоолог Жан Гийом Брюгиер през 1782 година.

## Подвидове
- Cerastoderma glaucum marsi